# Hydnobius punctatus
Hydnobius punctatus är en skalbaggsart som först beskrevs av Sturm 1807.  Hydnobius punctatus ingår i släktet Hydnobius, och familjen mycelbaggar. Arten har ej påträffats i Sverige.